# Kosec (priimek)
Kosec je priimek v Sloveniji, ki ga je po podatkih Statističnega urada Republike Slovenije na dan 1. januarja 2010 uporabljalo 794 oseb.

## Znani nosilci priimka
- Boris Kosec, socialni delavec, vodja zavetišča za brezdomce v Ljubljani
- Borut Kosec (*1964), strojnik, univ. prof.
- Damjan Kosec, umetnostni galerist (SLOART)
- Doroteja Kosec/Doris Krisch/Doris Debenjak (1936—2013), germanistka, lektorica, prevajalka, slovaropiska
- Feliks Kosec (1916—1973), medicinski pisec
- Franc Kosec (1843—1924), duhovnik, verski pisec in politik
- Gorazd Kosec, metalurg
- Josip Kosec (1866—1912), duhovnik
- Jure Kosec, novinar
- Kaja Kosec, magistra teologije in verskih študij
- Ladislav Kosec (1938—2023), metalurg, univ. profesor
- Lipe (Filip) Kosec (1895—1995), Maistrov borec, orjunaš in član organizacije TIGR
- Marija Kosec (1947—2012), kemičarka, strokovnjakinja za materiale (elektronska keramika)
- Milena Kosec (*1947), konceptualna umetnica, galeristka (informatičarka)
- Marjan Kosec (*1951), veterinar
- Miloš Kosec (1917—1996), športni delavec, košarkar, prof.
- Miloš Kosec (*1986), arhitekt in publicist, doc. FA
- Nina Kosec ?
- Pavel Kosec (1922—?), glasbenik
- Polona Kosec, ilustratorka
- Primož Kosec (*1964), glasbenik, instrumentalist-klarinetist, skladatelj, pevec
- Primož Kosec, informatik?
- Renata Kosec (*1978), županja Domžal 2022-
- Rok Kosec, amaterski gledališčnik, kulturni organizator
- Stane Kosec (1913—1941), partizan in narodni heroj
- Urška Kosec - Rina (K.), pevka
- Zinka Kosec, strokovnjakinja na področju dobrega počutja na delovnem mestu